# Загуж
За́гуж (пол. Zagórz)  —  город  в Польше, входит в Подкарпатское воеводство,  Санокский повят.  Имеет статус городско-сельской гмины. Занимает площадь 22,39 км². Население — 4963 человека (на 2004 год).

## История
Во время Второй мировой войны в селе Заслав, которое сегодня является частью Загужа, находился концентрационный лагерь Заслав. 